# 1. Klasse Berlin-Potsdam 1942/43
Die 1. Klasse Berlin-Potsdam 1941/42 war die zehnte Spielzeit der nun 1. Klasse Berlin-Potsdam genannten Fußball-Bezirksklasse Berlin-Potsdam im Sportgau Berlin-Brandenburg. Sie diente als eine von zwei zweitklassigen Bezirksklassen dem Unterbau der Gauliga Berlin-Brandenburg. Die Staffelmeister dieser zwei Spielklassen qualifizierten sich für eine Aufstiegsrunde, in der zwei Aufsteiger zur Gauliga Berlin-Brandenburg ausgespielt wurden.
Die 1. Klasse Berlin-Potsdam wurde in dieser Spielzeit erneut in vier Staffeln im Rundenturnier mit Hin-und-Rückspiel ausgetragen, die einzelnen Staffeln wurden auf zwölf bis 13 Mannschaften erweitert. Die vier Staffelsieger BFC Meteor 06, LSV Berlin, SpVgg Potsdam 03 und Brandenburger SC 05 qualifizierten sich für die Aufstiegsrunde zur Gauliga Berlin-Brandenburg 1943/44, in der sich der LSV Berlin und die SpVgg Potsdam 03 den Aufstieg in die Erstklassigkeit sichern konnten.

## Übersicht
Die Ergebnisse der einzelnen Spiele und die Abschlusstabellen sind aktuell nicht überliefert. Folgende Mannschaften nahmen am diesjährigen Spielbetrieb teil:

### Staffel Nord
- Staffelsieger:
  - BFC Meteor 06
- weitere Teilnehmer:
  - SC Charlottenburg
  - Spandauer SV
  - Reichsbahn-SG Berlin
  - RFC Alt-Holland
  - SV Köpenick 08
  - VfL Nauen (N)
  - BFC Stern 1889
  - VfB Spandau (N)
  - SV Elektra Berlin
  - FC Brandenburg 1903 Charlottenburg
  - Neuköllner TV Friesen

### Staffel Ost
- Staffelsieger:
  - LSV Berlin
- weitere Teilnehmer:
  - Berliner Sport-Club
  - SG Henschel (N)
  - Heeresfeuerwerkerschule
  - BFC Preussen
  - SV Gaswerke AG
  - SpVgg Nordwest 1912 Berlin
  - Union Oberschöneweide (A)
  - Eintracht Miersdorf
  - AEG Hennigsdorf
  - SC Borussia 1920 Friedrichsfelde (N)
  - FC Lichterfelde 12

### Staffel Süd
- Staffelsieger:
  - SpVgg Potsdam 03
- weitere Teilnehmer:
  - BFC Viktoria 1889
  - SV Norden-Nordwest
  - Hohenschönhausener SV 1910
  - Stern 1920 Lichtenberg
  - BSC Kickers 1900 (N)
  - BFC Germania 1888
  - Wilmersdorfer SC 1911
  - BSC Favorit 1896
  - VfB Britz (N)
  - Berolina LSC
  - Neuköllner SC Cimbria

### Staffel West
- Staffelsieger
  - Brandenburger SC 05 (A)
- weitere Teilnehmer:
  - Post-SV Berlin
  - VfB Pankow
  - Weißenseer FC
  - LSV Eiche Potsdam (N)
  - SC Wacker 05 Lichtenberg
  - VfL Eintracht 06 Babelsberg
  - SC Hellas 04 Berlin
  - BFC Rapide 93
  - FC 1919 Fürstenwalde
  - SS-SG Berlin
  - Reinickendorfer BC (N)
  - BFC Alemannia 90